# Міхаель Еннінг
Міхаель Еннінг (нім. Michael Oenning, нар. 27 вересня 1965, Косфельд) — німецький футболіст і футбольний тренер.

## Біографія
Народився 27 вересня 1965 року в Косфельді. З дитинства займався футболом, згодом грав за низку нижчолігових німецьких футбольних команд.
Наприкінці 1990-х років розпочав тренерську кар'єру. На початку 2000-х працював у тренерських штабах юнацьких збірних Німеччини різних вікових категорій.
2004 року був призначений асистентом Діка Адвоката у тренерському штабі менхенгладбаської «Боруссії». З наступного року працював на аналогічній посаді у тренерському штабі «Вольфсбурга», асистуючи спочатку Гольгеру Фаху, а згодом Клаусу Аугенталеру.
Згодом протягом 2007–2008 років тренував молодіжну команду «Бохума», після чого на початку 2008 року був запрошений до тренерського штабу «Нюрнберга» як асистент Томаса фон Гезена. Після звільнення останнього влітку того ж 2008 року Еннінга було призначено головним тренером команди. За результатами сезону 2008/09 він вивів її до Бундесліги, посівши третє місце у Другій Бундеслізі і успішно подолавши плей-оф за підвищення в класі.
Втім, в елітному дивізіоні «Нюрнберг» стартував невдало, і в грудні 2009 року його головного тренера було звільнено.
Згодом за аналогічним сценарієм співпрацював із «Гамбургом» — прийшов до його тренерського штабу влітку 2010 як асистент Арміна Фе, після його звільнення у наступному році очолив команду, проте невдовзі й сам був звільнений через незадовільні результати.
Поновив тренерську кар'єру на початку 2016 року, прийнявши пропозицію попрацювати з угорським «Вашашем». В сезоні 2015/16 успішно виконав завдання по збереженню будапештської команди в еліті угорського чемпіонату, після чого його контракт було подовжено. Наступного сезону результати «Вашаша» у національній першості драматично покращилися — протягом значної частини турнірної дистанції команди йшла на чолі таблиці, а врешті-решт фінішувала на третій позиції. Тим прикрішим був результат сезону 2017/18, який команда німецького спеціаліста завершила на останньому рядку турнірної таблиці, понизившись у класі, після чого він залишив Угорщину.
У листопаді 2018 року очолив команду «Магдебурга», яка боролася за збереження місця у Другій Бундеслізі. За результатами сезону це завдання виконати не вдалося, і влітку 2019 Еннінг команду залишив.
12 жовтня 2019 року очолив тренерський штаб грецького «Аріса». Під його керівництвом команді із Салонік сезон 2019/20 завершила на п'ятому місці в чемпіонаті, повторивши результат попереднього сезону і кваліфікувавшись до Ліги Європи 2020/21. У другому кваліфікаційному раунді цього змагання грецька команда поступилася ковалівському «Колосу» з рахунком 1:2, після чого того ж дня, 17 вересня 2020, німецького спеціаліста було звільнено.
23 грудня Еннінг очолив угорський «Уйпешт».

## Титули і досягнення
- Володар Кубка Угорщини (1):

«Уйпешт»: 2020-21